# Cuttura
Cuttura is een plaats en voormalige gemeente in het Franse departement Jura in de regio Bourgogne-Franche-Comté en telt 365 inwoners (2005). De plaats maakt deel uit van het arrondissement Saint-Claude.

## Geschiedenis
Cuttura is op 1 januari 2017 gefuseerd met de gemeente Saint-Lupicin tot de gemeente Coteaux du Lizon. 

## Geografie
De oppervlakte van Cuttura bedraagt 5,9 km², de bevolkingsdichtheid is 61,9 inwoners per km².
De onderstaande kaart toont de ligging van Cuttura met de belangrijkste infrastructuur en aangrenzende gemeenten.

## Demografie
Onderstaande figuur toont het verloop van het inwonertal.